# Pseudococculinidae
Pseudococculinidae is een familie van weekdieren uit de klasse van de Gastropoda (slakken).

## Geslachten
- Amphiplica Haszprunar, 1988
- Bandabyssia Moskalev, 1976
- Caymanabyssia Moskalev, 1976
- Colotrachelus B. A. Marshall, 1986
- Copulabyssia Haszprunar, 1988
- Kaiparapelta B. A. Marshall, 1986
- Kurilabyssia Moskalev, 1976
- Mesopelex B. A. Marshall, 1986
- Notocrater Finlay, 1926
- Pilus Warén, 1991
- Pseudococculina Schepman, 1908
- Punctabyssia McLean, 1991
- Tentaoculus Moskalev, 1976
- Yaquinabyssia Haszprunar, 1988